# Transport kolejowy na Wyspach Salomona

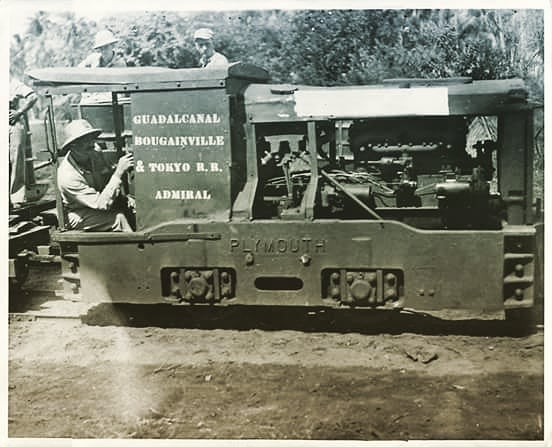
Guadalcanal, Bougainville and Tokyo Railroad (lokomotywa Plymouth)

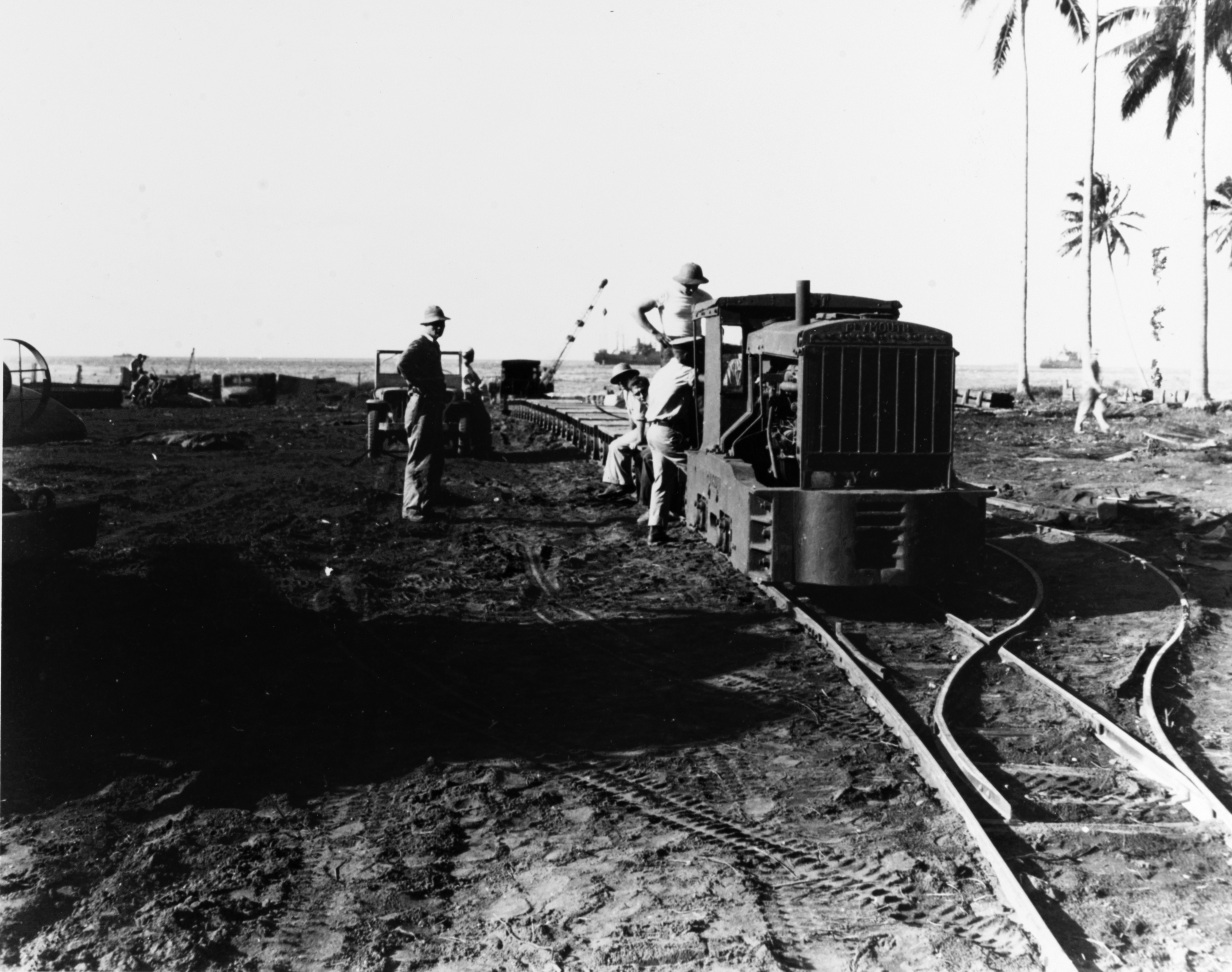
Linia na Guadalcanal około 1943

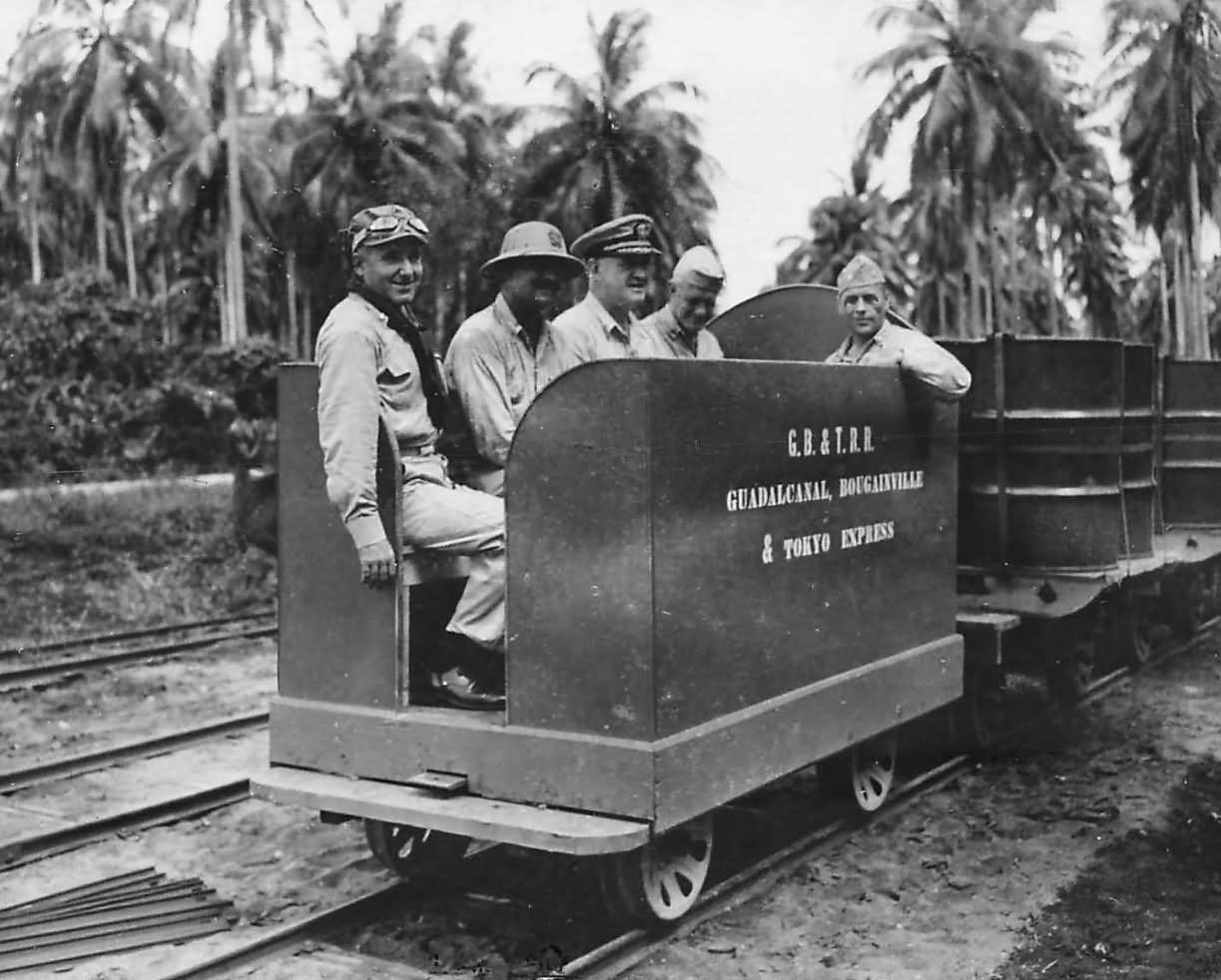
Guadalcanal, Bougainville and Tokyo Railroad (żołnierze w wagonach)

Transport kolejowy na Wyspach Salomona – system transportu szynowego na Wyspach Salomona (Oceania).

## Historia
W przeszłości działały na poszczególnych wyspach systemy kolejowe w ramach stacji misyjnych, faktorii, plantacji i jednym przedsiębiorstwie branży drzewnej. Prawdopodobnie pierwszym z nich była linia zbudowana przez dra Cominsa z anglikańskiej misji melanezyjskiej w Siota na Nggela (1898). Używano jej do transportu ziemi w celu osuszania terenów bagnistych. W 1922 funkcjonowała już kolej na wyspie Gavutu. Istniała tam baza handlowa w pobliżu Tulagi. Miała ona kluczowe znaczenie dla dostaw węgla na statki. W 1910 na plantacji Berande na Guadalcanal znajdowała się 2,4-kilometrowa kolej, która przewoziła banany z plantacji na nabrzeże ładunkowe. W latach 40. XX wieku na plantacji Tetepare w rejonie Nowej Georgii funkcjonowała kolej o długości 1,6 km, a na plantacji Rere na Guadalcanal – o długości 2,5 km. Obie należały do Solomon Islands Development Company, spółki zależnej Burns Philp. Pod koniec lat 20. XX wieku przedsiębiorstwo Vanikoro Timber Company ekspoloatowało krótką linię kolejową z lokomotywą Shay (popularną w USA) do transportu kłód i drewna. Całość miała długość około 1,6 kilometra. Była jedyną drogą żelazną na Wyspach Salomona, która posiadała lokomotywę parową. Trasa została poważnie uszkodzona przez cyklon w 1935 i prawdopodobnie nie została ponownie otwarta, chociaż pozyskiwanie drewna trwało tam do lat 60. XX wieku.
W Gavutu znajdowała się kolej nadmorska, uzupełniona drugą linią, zbudowaną przez amerykańską piechotę morską podczas II wojny światowej. Japończycy użyli dwóch lokomotyw spalinowych na kolei wąskotorowej, służącej do budowy lotniska w Lungga na Guadalcanal. Były one nadal sprawne, gdy zdobyli je Amerykanie. Wojska lądowe Stanów Zjednoczonych wykorzystały je do dokończenia budowy lotniska. Ta tymczasowa kolej pozostała w użyciu i w kolejnych latach była wykorzystywana do budowy tuneli na okolicznych wzgórzach. Korpus budowlany US Seabees zbudował także linię kolejową na Guadalcanal, która została nazwana Guadalcanal, Bougainville i Tokyo Railway. Archiwalia mówią, że budowa rozpoczęła się 22 sierpnia 1943 i zakończyła się w rekordowym czasie. Popular Mechanics w czerwcu 1944 informował: „Zaledwie trzy dni zajęło im położenie toru o długości półtora kilometra, a kolejne dwa dni na zbudowanie pirsu na jego końcu”. Kolej była bardzo potrzebna, ponieważ samochody ciężarowe nieustannie grzęzły na błotnistych drogach. Linia była dwutorowa i prowadziła w głąb lądu, aby zaopatrywać wojska. Kilka długich odnóg, jedna o długości 458 metrów, prowadziło do rozlokowanych w okolicy składów amunicji. Przypuszczalnie wspomniany pirs znajdował się w Lungga. Użyte lokomotywy pochodziły z Panamy. W dokach Kukum istniała też kolej przemysłowa.
Po wojnie nadal korzystano ze zbudowanych kolei. Kolej wąskotorowa na plantacji Rere w pobliżu Aola we wschodnim Guadalcanal przewoziła worki zielonej kopry z miejsca ich produkcji do suszarni. Część tej linii istniała jeszcze w 1970. Stacja misji katolickiej na wyspie Poininikeni w Marau Sound używała ręcznej kolei do transportu towarów z nabrzeża. Około 1960 przeprowadzono studium wykonalności budowy linii kolejowej z Honiary do Guadalcanal Weathercoast.

## Koleje linowo-terenowe
Dwa hotele w Honiarze zbudowały koleje linowo-terenowe do przewozu gości. Większa znajduje się w hotelu King Solomon. Jest dwutorowa. Druga znajduje się przy hotelu Honiara. Obie są samoobsługowe.

## Plany
W 2019 China Railway zawarła umowę na rozbudowę infrastruktury jednej z salomońskich kopalń złota – docelowo kolej będzie obsługiwać kopalnię Gold Ridge, która w szczytowym momencie produkcji w 2012 odpowiadała za 20% całego produktu krajowego brutto Wysp Salomona.